# (5937) Lodén
5937 Loden (1979 XQ) – planetoida z pasa głównego asteroid okrążająca Słońce w ciągu 3,4 lat w średniej odległości 2,26 j.a. Odkryta 11 grudnia 1979 roku.